# Abietinaria trigona
Abietinaria trigona är en nässeldjursart som beskrevs av Antsulevich 1987. Abietinaria trigona ingår i släktet Abietinaria och familjen Sertulariidae. Inga underarter finns listade i Catalogue of Life.